# Kódexóriás
A kódexóriás (Codex Gigas) a legnagyobb méretű fennmaradt európai középkori kézirat, a 13. században írta egy bencés szerzetes, Csehországban. A kódex lapjainak oldalhossza mintegy 89,5 centiméter, oldalszélessége 49 centiméter, a könyv 624 oldalas, ~22 cm vastag és 75 kilót nyom. Mintegy 40 évig készülhetett, s a pergamenhez 160 szamár bőrét használták fel. A sátán Bibliája elnevezést a kódex a gonoszt ábrázoló illusztrációnak köszönheti. A kötet latin nyelven íródott.

## A kódex tartalma
- a teljes Bibliát – a Vulgata szerint, kivéve az Apostolok cselekedeteit és a Jelenések könyvét, ez utóbbiak egy korábbi, Vetus Latina-szöveg szerint vannak;
- Sevillai Szent Izidor enciklopédiáját, az Etymologiaet;
- Josephus Flavius Iudaiké arkhaiológia (A zsidók története) című művét (latinul: Antiquitates Iudaicae);
- Prágai Kozma Cseh krónikáját;
- egy sor történeti, etimológiai és fiziológiai tárgyú értekezést;
- egy kalendáriumot, a podlažicei kolostor frátereinek listáját, varázsigéket és helybéli érdekességű feljegyzéseket.

## A legenda
A legenda szerint a codex gigast egyetlen éjszaka alatt írta meg egy szerzetes, akit a rend szabályainak megszegése miatt be akartak falazni a cellájába. A barát a büntetés elkerülése végett megígérte a kolostor főapátjának, hogy egyetlen éjszaka alatt olyan könyvet ír, amely az emberiség addigi minden tudását tartalmazza. Éjfél környékén rájött, hogy ez a feladat ember számára teljesíthetetlen. A barát a sátánt hívta segítségül, akinek segítségével el is készült reggelre a hatalmas mű. A barát hálából lerajzolta a sátán képét is a kódexbe.

## Története
A kódex 1594-ben került Prágába, II. Rudolf német-római császár, magyar és cseh király gyűjteményébe. A harmincéves háború végén, 1648-ban hadizsákmányként Svédországba vitték. Egy évvel később, 1649-ben a stockholmi Svéd Királyi Könyvtár gyűjteményébe került, ahol mind a mai napig őrzik.

## Érdekesség
2007 szeptemberében a Svéd Királyi Könyvtár kölcsönadta Prágának kiállításra a dokumentumot. 2008 januárjáig volt ott megtekinthető.